# Alin Toșca
Alin Dorinel Toșca (* 14. März 1992 in Alexandria) ist ein rumänischer Fußballspieler.

## Karriere
Toșca begann im Alter von sieben Jahren mit dem Fußballspielen. Im Jahr 2007 wechselte er in die Jugend von Steaua Bukarest. Im Jahr 2009 kam er im Alter von 16 Jahren in den Kader von Steauas zweiter Mannschaft, die seinerzeit in der Liga II spielte. Anfang September 2010 wurde an den Erstligisten Unirea Urziceni ausgeliehen, wo er in der Spielzeit 2010/11 zu seinen ersten Einsätzen im Oberhaus kam. Der Klub geriet während der Saison in finanzielle Schwierigkeiten und Toșca beendete mit seinem Team die Liga auf dem vorletzten Platz und musste absteigen. Er kehrte zu Steaua zurück, das ihn im August 2011 an Zweitligist AFC Săgeata Năvodari abgab. Dort überzeugte er als Stammspieler und wechselte im Sommer 2012 zu Aufsteiger FC Viitorul Constanța in die Liga 1. Er konnte auch hier einen festen Platz im Team ergattern und sicherte sich mit Viitorul am Ende der Saison 2012/13 den Klassenverbleib. Dies konnte er mit seinem Team in der Spielzeit 2013/14 wiederholen.
Im Sommer 2014 kehrte Toșca zu Steaua zurück. In der Rückrunde der Saison 2014/15 wurde er zur Stammkraft im Team des Rekordmeisters. Am Saisonende gewann er mit der Meisterschaft seinen ersten Titel und konnte eine Woche durch den Sieg im Pokalfinale 2015 gegen Universitatea Cluj den Gewinn des Doubles feiern.
Im Januar 2018 wechselte Toșca auf Leihbasis zu Benevento Calcio.
In der Sommertransferperiode 2019/20 wurde er vom türkischen Erstligisten Gaziantep FK verpflichtet.

## Nationalmannschaft
Im März 2016 wurde Toșca erstmals von Nationaltrainer Anghel Iordănescu ins Aufgebot der rumänischen Nationalmannschaft berufen. Im Freundschaftsspiel gegen Litauen kam er erstmals für wenige Minuten zum Einsatz. Im Mai 2016 gehörte er zum vorläufigen Kader Iordănescus für die Europameisterschaft, wurde schließlich aber nicht nominiert. Nach der Europameisterschaft kehrte er unter dem neuen Trainer Christoph Daum in die Nationalelf zurück. Am 11. Oktober 2016 spielte er im WM-Qualifikationsspiel gegen Kasachstan zum ersten Mal von Beginn an.

## Erfolge

### Verein
Steaua Bukarest
- Rumänischer Meister (1): 2015
- Rumänischer Pokalsieger (1): 2015
- Rumänischer Ligapokalsieger (2): 2015, 2016

PAOK Thessaloniki
- Griechischer Meister (1): 2019
- Griechischer Pokalsieger (1): 2019